# Caecidotea attenuata
Caecidotea attenuata is een pissebed uit de familie Asellidae. De wetenschappelijke naam van de soort is voor het eerst geldig gepubliceerd in 1900 door Richardson.